# Оболонский район
Оболо́нский райо́н (укр. Оболонський район) — территориальная единица столицы Украины — города Киева. Находится в северной части города на правом берегу Днепра. Южные границы района проходят через Большую Кольцевую дорогу и улицам Пуще-Водицкой, Вышгородской, Новоконстантиновской и Электриков. А восточная — через Днепр. Таким образом, Оболонский район граничит со Святошинским, с Подольским и Деснянским районами. Как административно-территориальная единица был создан 3 марта 1975 года и назван в честь столицы соседнего государства Беларуси — Минским. В этот момент в его состав входили Оболонь, Приорка, Куренёвка, Минский массив и Вышгородский массивы. Согласно решению Киевского городского совета от 2001 года, району присвоили название, соответствующее местности — Оболонский и присоединили к его территории Пущу-Водицу. В Оболонском районе располагаются 4 станции киевского метро, которые соединяют жилые массивы с центром Киева — «Почайна», «Оболонь», «Минская» и «Героев Днепра».

## Факты из истории района
В 1893 году археологом Викентием Хвойкой на границе Оболонского и Подольского районов была открыта Кирилловская стоянка возраст которой более 20 тысяч лет.
- В 988 году христианство было объявлено официальной религией на Руси, согласно некоторым летописям крещение проходило в речке Почайна которая протекает по территории Оболонского района.
- Во время национально-освободительной войны на территории Оболони произошла одна из наибольших битв казаков с польско-литовским войском, результатом которого стало подписание Белоцерковского договора 1651 года.
- В 1900 году через Куренёвку и Приорку на Пущу-Водицу была проложена трамвайная колея.
- В 1910 году между Оболонью и Приоркой был построен аэродром, на котором проводил полёты Игорь Сикорский
- В 1939 году в рамках оборонной программы на берегу Днепра началось секретное строительство подрусловой железной дороги под Днепром, которое из-за войны так и не было закончено.[источник не указан 1111 дней]

## Население

### Языковой состав
Родной язык населения по данным переписи 2001 года:
| Язык       | Численность, чел. | Доля     |
| ---------- | ----------------- | -------- |
| Украинский | 212 952           | 70,31 %  |
| Русский    | 71 483            | 23,60 %  |
| Другое     | 18 439            | 6,09 %   |
| Итого      | 302 874           | 100,00 % |

## Промышленные предприятия
В районе действует несколько промышленных предприятий, из которых наиболее известными являются: Linde Gas (бывшее КП «Киевский завод углекислоты»), ЗАО «Оболонь», ЗАО «Чинбар», ОАО Завод «Маяк».

## Медицинские учреждения
- Одиннадцать лечебно-профилактических учреждений: три взрослых, четыре детских поликлиники, две стоматологические поликлиники, Центр здоровья и детская молочная кухня.
- Восемь лечебных медицинских учреждений: Городская клиническая больница № 8, Противотуберкулёзный диспансер № 1 г. Киева, роддом № 4, Детская клиническая больница № 1, Госпиталь инвалидов войны, Киевский городской консультативно-диагностический центр, Городская дермато-венерологическая клиника, ДКП «Маяк», Центр экстренной медицинской помощи и медицины катастроф города Киева (отделение № 10).
- Девятнадцать санаториев и оздоровительных центров в Пуще-Водице.